# Podbródek
Podbródek (łac. submentum) – element narządów gębowych sześcionogów, wchodzący w skład wargi dolnej.
U owadów podbródek stanowi bardziej dosiebny (nasadowy) z dwóch sklerytów obecnych na zabródku, czyli brzusznej powierzchni postlabium. Drugim, bardziej wierzchołkowym jest bródka. Podbródek służy za punkt przyczepu wszystkich mięśni zabródka, a więc musculus postmentomembranus, musculus postmentoloralis i musculus submentomentalis. Na bródce punktów przyczepów mięśni brak zupełnie z wyjątkiem m. submentomentalis. Tylna część podbródka leżeć może blisko otworu potylicznego, a jego tylne kąty blisko tylnych jamek tentorialnych, jednak często jest on od wspomnianych struktur oddalony przez wydłużone zapoliczki lub gulę. Podbródek bywa też zrośnięty z gulą tworząc gulamentum, jak ma to miejsce u wielu dorosłych chrząszczy.
U dwuparców podbródkiem nazwana jest bródka (mentum), stanowiąca pośrodkowy element gnatochilarium, podzielona zwykle na leżące bardziej wierzchołkowo promentum oraz leżące bardziej nasadowo eumentum.